# Eberhard Kirchberg (Mathematiker)
Eberhard Kirchberg (* 14. Januar 1946 in Horla; † 12. August 2022 in Berlin) war ein deutscher Mathematiker, der auf dem Gebiet der Funktionalanalysis arbeitete.

## Leben
Kirchberg wuchs in Freiberg auf und studierte von 1964 bis 1970 Mathematik an der Universität Greifswald. 1978 wurde er in Greifswald bei Helmut Boseck promoviert (Hopf-W*-Algebren [Hopf-W-Algebren] und nicht-kommutative Dualitätstheorie).
Ab 1970 arbeitete Kirchberg zunächst als wissenschaftlicher Mitarbeiter am mathematischen Institut der Akademie der Wissenschaften der DDR in Ostberlin. Da er jedoch bei der Wahl zur Volkskammer der DDR 1981 mit 'Nein' gestimmt hatte und dies sichtbar geworden war, da er sein Stimmzettel hatte fallen lassen, verlor er seine Anstellung an der Akademie der Wissenschaften. Bis 1986 war Kirchberg arbeitslos, dann fand er eine Anstellung in einem Unternehmen für Elektro- und Anlagenbau. Wegen seiner Teilnahme an einer durch die evangelische Kirche organisierten Mahnwache wurde Kirchberg 1988 zunächst zu einer langjährigen Haftstrafe verurteilt und dann in die Bundesrepublik Deutschland ausgewiesen.
Obwohl in der Bundesrepublik nur wenig über die Arbeiten Kirchbergs bekannt war, waren einige durch Helmut Koch und über die Vermittlung von Friedrich Hirzebruch von seiner prekären Situation informiert und Kirchberg erhielt schließlich eine Anstellung als Wissenschaftlicher Assistent bei Joachim Cuntz an der Universität Heidelberg. Im Zuge der Neustrukturierung der ostdeutschen Universitäten nach der Wiedervereinigung erhielt Kirchberg schließlich 1993 eine Professur an der Humboldt-Universität zu Berlin.
Im Jahr 1994 war Kirchberg Eingeladener Sprecher (Exact {\displaystyle C^{\ast }}-algebras, tensor products, and the classification of purely infinite algebras) auf dem Internationalen Mathematikerkongress in Zürich.
Kirchberg arbeitete auf dem Gebiet der Operatoralgebren, der K-Theorie und der nichtkommutativen Geometrie. Bekannt sind zum Beispiel verschiedene Umformulierungen Kirchbergs des Connes'schen Einbettungproblems in Fragestellungen über {\displaystyle C^{\ast }}-Algebren. Kirchberg war auch einer der Initiatoren der Untersuchung der Exaktheit von {\displaystyle C^{\ast }}-Algebren und trug auch Ergebnisse zur Klassifikation nuklearer {\displaystyle C^{\ast }}-Algebren bei.

## Veröffentlichungen (Auswahl)
- On non-semisplit extensions, tensor products and exactness of group {\displaystyle C^{\ast }}-algebras. Invent. Math. 112, No. 3, 449-489 (1993).
- mit Christopher N. Phillips: Embedding of exact {\displaystyle C^{\ast }}-algebras in the Cuntz algebra {\displaystyle {\mathcal {O}}_{2}}. J. Reine Angew. Math. 525, 17-53 (2000).
- mit Mikael Rørdam: Non-simple purely infinite {\displaystyle C^{\ast }}-algebras. Am. J. Math. 122, No. 3, 637-666 (2000).